# Jelena Michailowna Schimko
Jelena Michailowna Schimko (russisch Елена Михайловна Шимко, englische Transkription Elena Shimko; * 22. April 1982) ist eine russische Badmintonspielerin.

## Karriere
Elena Shimko gewann in Russland sechs Juniorentitel und Bronze bei der Junioreneuropameisterschaft 2001. 2004 wurde sie erstmals nationale Meisterin bei den Erwachsenen. Außerhalb ihrer Heimat war sie unter anderem bei den Slovenian International, Slovak International, Belgian International und den Scottish Open erfolgreich.

## Sportliche Erfolge
| Saison | Veranstaltung           | Disziplin   | Platz | Name                               |
| ------ | ----------------------- | ----------- | ----- | ---------------------------------- |
| 2001   | Slovenian International | Damendoppel | 1     | Marina Yakusheva / Jelena Schimko  |
| 2003   | Slovenian International | Damendoppel | 1     | Marina Jakuschewa / Jelena Schimko |
| 2003   | Slovak International    | Damendoppel | 1     | Marina Jakuschewa / Jelena Schimko |
| 2006   | Belgian International   | Damendoppel | 1     | Marina Jakuschewa / Jelena Schimko |